# Liten nästsvamp
Liten nästsvamp (Mycocalia minutissima) är en svampart som först beskrevs av J.T. Palmer, och fick sitt nu gällande namn av J.T. Palmer 1961. Enligt Catalogue of Life ingår Liten nästsvamp i släktet Mycocalia,  och familjen Agaricaceae, men enligt Dyntaxa är tillhörigheten istället släktet Mycocalia,  och familjen brödkorgsvampar. Arten är reproducerande i Sverige. Inga underarter finns listade i Catalogue of Life.